# Helictes carinatus
Helictes carinatus là một loài tò vò trong họ Ichneumonidae.